# Động đất Balochistan 2021
Động đất Balochistan 2021 (tiếng Urdu: بلوچستان زلزلہ، 2021ء) là trận động đất xảy ra vào lúc 03:01 (theo giờ địa phương), ngày 7 tháng 10 năm 2021. Trận động đất có cường độ 5.9 richter, tâm chấn độ sâu khoảng 9 km. Hậu quả trận động đất đã làm 42 người chết, 300 người bị thương.